# Archidiecezja Keewatin-Le Pas
Archidiecezja Keewatin-Le Pas – archidiecezja rzymskokatolicka w Kanadzie. Została erygowana w 1910 jako wikariat Keewatin. W 1967 podniesiona do rangi archidiecezji.

## Ordynariusze
- Ovide Charlebois OMI (1910–1933)
- Martin Giuseppe Onorio LaJeunesse OMI (1933–1954)
- Paul Dumouchel OMI (1955–1986)
- Peter Alfred Sutton (1986–2006)
- Sylvain Lavoie OMI (2006–2012)
- Murray Chatlain (2012–2024)